# Polska Kronika Filmowa
Польська кінохроніка (пол. Polska Kronika Filmowa, (PKF)) — щотижнева польська кінохроніка, яку у 1944–1994 роках знімала Студія документальних і художніх фільмів.
Продовжувала традиції довоєнної Кінохроніки Польської телеграфної агенції. Було утворено за співпраці кіностудії «Czołówka». В часи існування Польської Народної Республіки була офіційним інструментом пропаганди. Окрім урядової інформації були сюжети про спорт, культурні події та ін. Від середини 1960-х виходила 2 рази в тиждень — в неділю та середу. Була постійною частиною програми Польського Телебачення (TVP).
В 10 хвилин хроніки вміщалися в середньому 5 різних сюжетів, хоча також могли бути хроніки присвячені одній події.
1 січня 1995 були припинені покази Польської кінохроніки. Студія документальних і художніх фільмів не витримала конкуренції з телебаченням, проте продовжує відеодокументування актуальних подій.